# Technozaur
Technozaur (Technosaurus) – rodzaj wymarłego przedstawiciela kladu Archosauriformes o niepewnej pozycji systematycznej. Żył w noryku (późny trias) na terenach współczesnej Ameryki Północnej. Jego szczątki znaleziono w USA w stanie Teksas; jego nazwa pochodzi od Texas Tech University, w pobliżu którego znaleziono jego kości.
Opisany w 1984 r. przez Sankara Chatterjee na podstawie kości przedszczękowej z zachowanymi zębami, fragmentów żuchwy (w tym niekompletnej kości zębowej z zachowanymi zębami), kręgu piersiowego i skamieniałości zidentyfikowanej przez Chatterjee jako kość skokowa; pierwotnie uznany został za niewielkiego roślinożernego dinozaura z rzędu dinozaurów ptasiomiednicznych (Ornithischia), co czyniłoby go jednym z najstarszych znanych przedstawicieli tego rzędu. Jednak zdaniem innych naukowców badających skamieniałości technozaura nie zostało udowodnione, że wszystkie wyżej wymienione kości należą do tego samego zwierzęcia. Zdaniem Paula Sereno (1991) technozaurowi, również uznanemu przez niego za niewielkiego dinozaura ptasiomiednicznego, można przypisać jedynie fragment żuchwy (niekompletną kość zębową). Jego zdaniem kość przedszczękowa i reszta żuchwy należały do prozauropoda; poza tym nie można stwierdzić, do jakiego zwierzęcia należał kręg, zaś skamieniałość uznana przez Chatterjee za kość skokową jest niemożliwa do identyfikacji.
Zdaniem Irmisa i współpracowników (2007) nie ma podstaw by zakładać, że kręg i domniemana kość skokowa należały do technozaura; w odróżnieniu od Sereno uznali oni jednak, że kość przedszczękowa i kość zębowa należały do tego samego zwierzęcia, które ich zdaniem mogło być przedstawicielem Dinosauriformes podobnym do silezaura. Natomiast reszta żuchwy według autorów należała do rauizucha podobnego do szuwozaura. W późniejszej publikacji autorzy stwierdzili, że Technosaurus (do którego, ich zdaniem, należały jedynie opisane przez Chatterjee kości: przedszczękowa i zębowa) jest ważnym rodzajem, jednak nie jest możliwa jego bliższa klasyfikacja – z całą pewnością można go zaliczyć tylko do Archosauriformes. Autorzy uznali jednak za mało prawdopodobne, by był on zauropodomorfem lub dinozaurem ptasiomiednicznym, podkreślają natomiast podobieństwo jego zachowanych kości do odpowiadających im kości silezaura. Langer i współpracownicy (2010) oraz Nesbitt i współpracownicy (2010) sugerują, że technozaur należał do rodziny Silesauridae.